# Arturo Paniagua
Arturo Paniagua (Santo Domingo, 12 de agosto de 1982) es un locutor, periodista y presentador español especializado en música. En la actualidad es divulgador musical en plataformas como Instagram o TikTok. 
Durante cuatro temporadas presentó Sesiones Movistar+, un programa de conciertos y entrevistas emitido semanalmente en Movistar+. El programa finalizó en diciembre de 2021tras más de 100 emisiones. En la plataforma también formó parte de programas como Likes (como colaborador musical), Fama, ¡a bailar! (como asesor musical de los concursantes) o las retransmisiones para España de los Grammys y los Latin Grammys.
Fue director y presentador de LOS40 Trending, un show de música alternativa emitido durante dos temporadas en LOS40. También fue presentador del programa de radio Vavá, emitido en Radio 3. Actualmente es colaborador del programa Cuerpos Especiales, en Europa FM.